# Nassau (Bahamas)

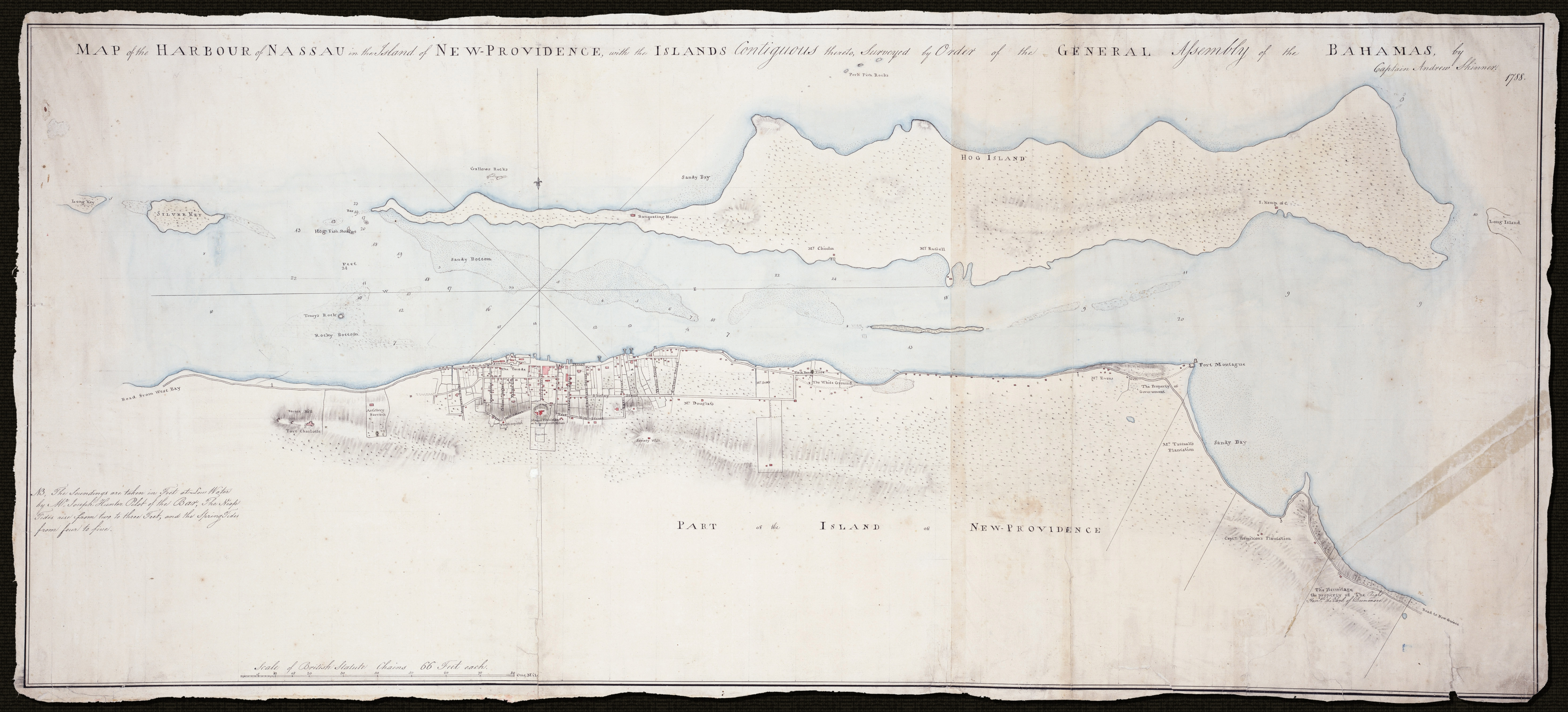
Nassau auf der Karte von 1788

Nassau [ˈnæsɔː] ist die Hauptstadt des karibischen Inselstaats Bahamas. Mit 248.948 Einwohnern (Volkszählung 2010) ist sie zugleich die größte Stadt des Inselstaates. Sie liegt auf der Insel New Providence und bildet das Verkehrs-, Banken- und Handelszentrum des Landes. Der Flughafen Nassau ist der wichtigste internationale Flughafen der Bahamas. Namensgeber der Stadt ist das Adelsgeschlecht der Nassauer.

## Geschichte
Nassau wurde 1656 von britischen Siedlern gegründet und erhielt zunächst den Namen Charlestown, nach König Karl II. Zur selben Zeit nutzten zunehmend Piraten die Siedlung und die umliegenden Inseln als Verstecke, so dass die Stadt 1684 durch eine spanisch-französische Flotte zerstört wurde. Erneut aufgebaut wurde sie 1687 und erhielt 1689 den Namen Nassau, zu Ehren von Wilhelm III. von Oranien-Nassau, Statthalter der Niederlande, zugleich König von England, Schottland und Irland. Das Piratenproblem gewann allerdings schnell wieder an Bedeutung, so dass die spanische Armee 1695 die Kolonie ein zweites Mal zerstörte.
Da die Piraten Nassau 1697 erneut aufbauten, konnte das Piratenproblem immer noch nicht als gelöst angesehen werden. Um den Raubzügen endgültig Einhalt zu gebieten, zerstörte 1703 eine spanisch-französische Flotte die Kolonie ein letztes Mal, wiederum ohne bleibenden Erfolg. Die Piraten bauten die Kolonie erneut auf und kontrollierten ab 1706 von dort aus die Bahamas. 1716 wurde Edward Teach (bekannt als Blackbeard) zum Magistrat der Piraten-Republik Nassau gewählt.
Um des Problems Herr zu werden, wurde der ehemalige Pirat Woodes Rogers 1717 zum ersten Krongouverneur der Bahamas ernannt und mit der Aufgabe betreut, die Piraten endgültig zu vertreiben, was ihm 1718 auch gelang. Die erste parlamentarische Regierung wurde 1728 gebildet und hatte ihren Sitz in Nassau. In den kommenden Jahren profitierte die Stadt von dem War of Jenkins’ Ear (1739–1742) und von dem Siebenjährigen Krieg (1756–1763), indem sie zu einem großen Umschlagplatz für Schmuggelware wurde.
Während des Amerikanischen Unabhängigkeitskrieges wurde Nassau 1776 für etwa zwei Wochen von amerikanischen Invasionstruppen okkupiert. Nassau handelte während des Krieges mit den Vereinigten Staaten auch mit Schmuggelware. Nach dem Ende des Krieges strömten Tausende Royalisten aus den USA mitsamt ihren Sklaven nach Nassau und in die übrigen Teile der Bahamas. Noch 1820 – der Ort hatte seinerzeit 10.000 Einwohner, den Großteil der Insel – nannte ein Reisender sie ein „Räubernest, mit Recht die ‚kleine Hölle‘ genannt“: Der Ort lebte primär von der Rettung gestrandeter Seeleute und Ladung, was aber meist auf illegale Beutezüge, Raub, Geiselnahme und ähnliches hinauslief.
Als 1838 die Sklaverei verboten wurde, brach das Wirtschaftssystem der Bahamas zusammen, da es zu stark an der Plantagenwirtschaft ausgerichtet war. Während des Amerikanischen Bürgerkriegs (1861–1865) diente Nassau als Stützpunkt der Konföderierten Staaten, wodurch der Wohlstand wieder gemehrt wurde.
1892 wurde die erste Telegraphenleitung zwischen Florida und Nassau gelegt. Während der Prohibition in den Vereinigten Staaten (1919–1933) erlebte Nassau einen wirtschaftlichen Aufschwung, da es erneut mit Schmuggelware, dem Alkohol, handeln konnte.

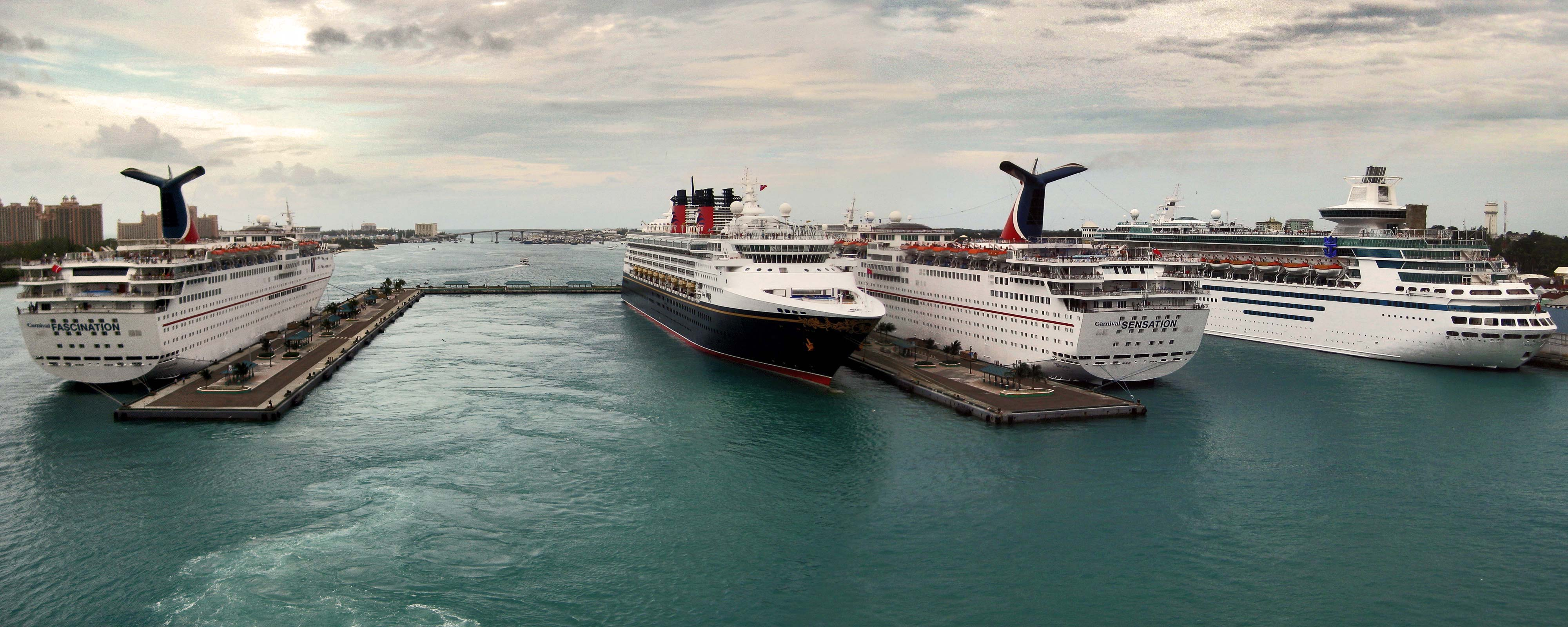
Kreuzfahrtschiffe in Nassau, 2010

Zwar galt Nassau schon Anfang des 20. Jahrhunderts als lohnendes Ziel für amerikanische Touristen, der Boom des Tourismus begann allerdings erst in den 1950er Jahren, als die High Society das Urlaubsparadies entdeckte. Es begann der Bau zahlreicher Hotelanlagen, der bis heute kein Ende gefunden hat. Wegen der freizügigen Steuerpolitik siedelten sich bis zum Anfang des 21. Jahrhunderts viele Finanzunternehmen in Nassau an, das bis heute als Steueroase gilt, auch wenn im Jahr 2000 ein Gesetzespaket zur Verbesserung der Finanzaufsicht auf den Bahamas verabschiedet wurde. Nassau ist aus demselben Grund der Heimathafen zahlreicher Kreuzfahrtschiffe.

## Stadtgliederung
Die Stadt Nassau umfasst die Insel New Providence sowie einige vorgelagerte Inseln, vor allem vor der Nord- und Nordostküste, darunter Paradise Island. Der historische Stadtkern liegt im Nordosten gegenüber Paradise Island.
Das Stadtgebiet wird in 25 supervisory districts gegliedert.
Die Wahlbezirke (constituencies) sind etwas anders abgegrenzt.

## Wirtschaft
Nassau ist der Sitz der Bahamas Securities Exchange, der Wertpapierbörse des Landes.

## Sehenswürdigkeiten

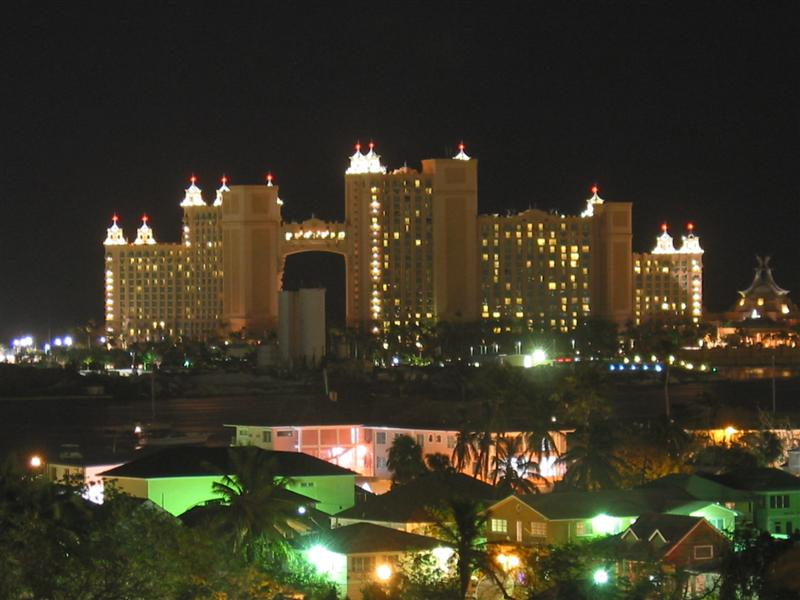
Atlantis Paradise Island Casino & Resort, einer der größten Hotelkomplexe der Welt

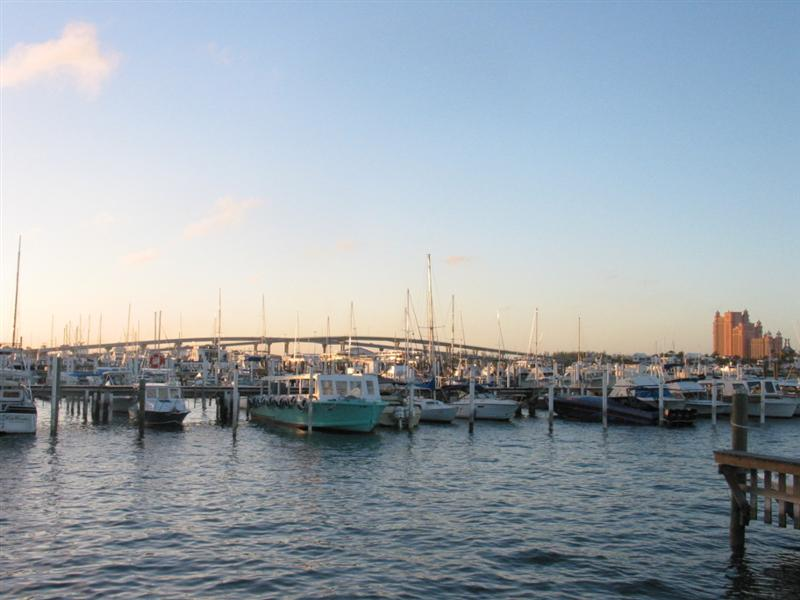
Hafen

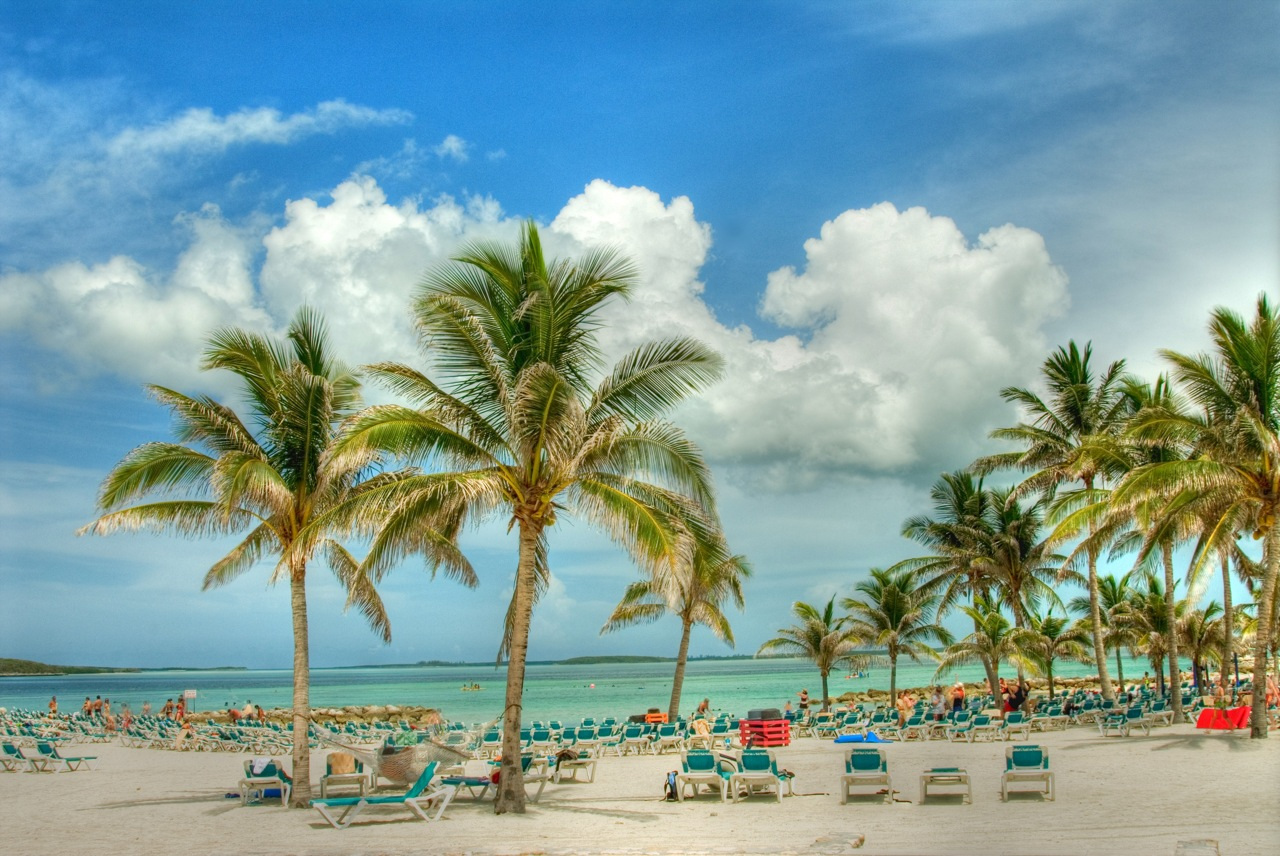
Strände in Nassau

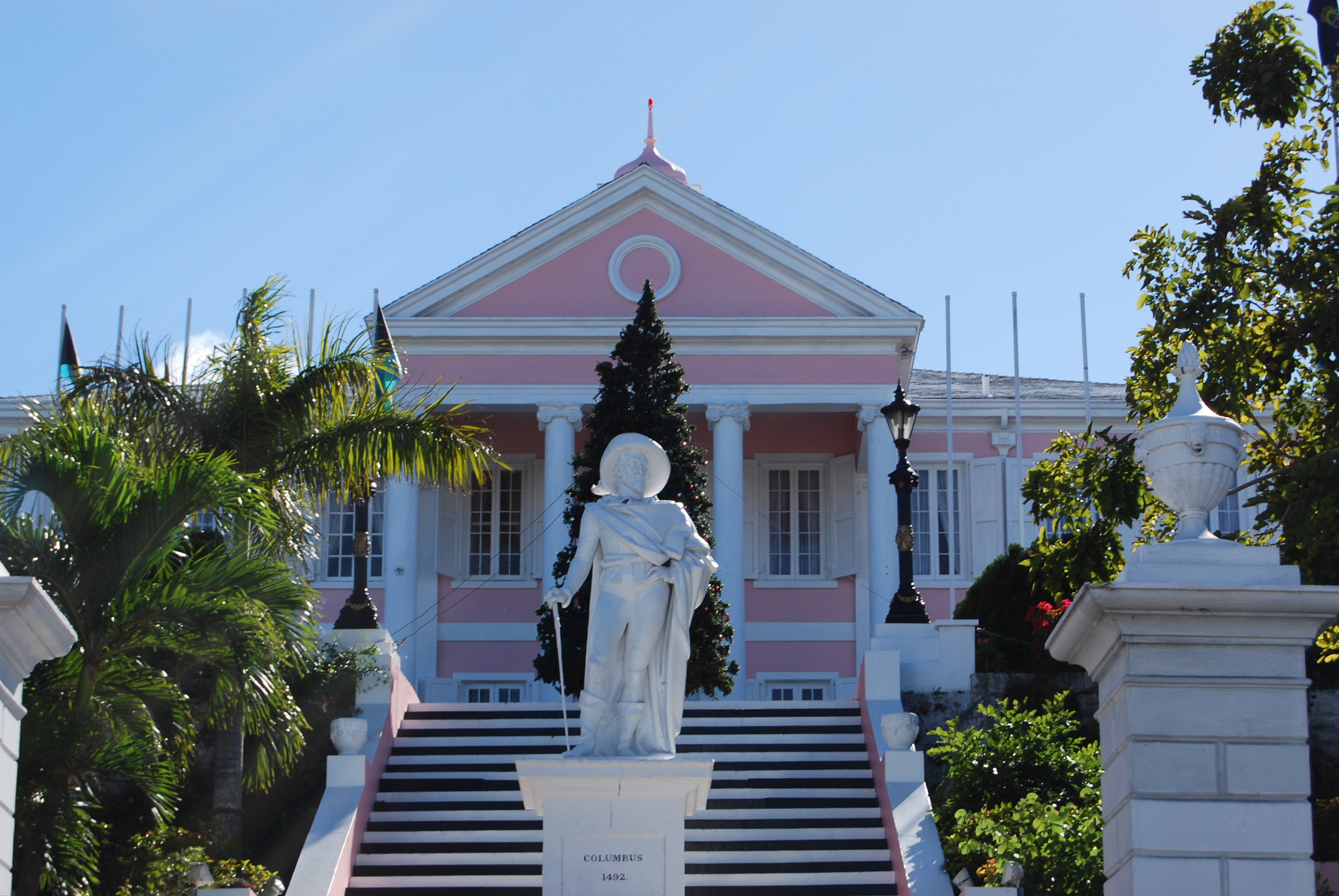
Regierungsgebäude

Zu den Sehenswürdigkeiten Nassaus zählen das Parlaments-, Gerichts- und Regierungsgebäude (1801) ebenso wie das Piratenmuseum der Stadt, in dem man einiges über Berühmtheiten der Freibeuterzeit wie z. B. Blackbeard (Edward Teach), Charles Vane und Jack Rackham erfährt.

### Junkanoo Kulturfest
Jedes Jahr findet am zweiten Weihnachtsfeiertag, dem Boxing Day, und am Neujahrstag das Junkanoo Kulturfest statt. Der Ursprung des Namens ist nicht bekannt, es gibt allerdings eine Reihe von Erklärungsversuchen dazu. Eine geht davon aus, dass dies eine Ableitung von „John Canoe“ ist. John Canoe war ein afrikanischer Stammesführer, der als Sklave auf die Bahamas gebracht wurde und das Recht durchsetzte, auch weiterhin mit seinen Landsleuten auf traditionelle Weise feiern zu dürfen. So kann man heute auf dem gut organisierten Fest aufwendige Kostüme und traditionelle Trommelmusik bewundern.

### The Bahamas Historical Society Museum
Das Museum zeigt die Geschichte der Bahamas von Zeit vor der westlichen Erkundung durch Christoph Kolumbus bis zur Gegenwart. So lassen sich hier auch zahlreiche Lucayan-Taíno-Arawak Artefakte bewundern.

### The Heritage Museum of The Bahamas
Das im August 2014 eröffnete Museum präsentiert eine umfangreiche Sammlung an Ausstellungsstücken aus vielen Epochen der bahamaischen Geschichte. Herzstück des Museums ist ein Stück eines prähistorischen Meteoriten, der einst auf den Inseln einschlug. Weitere Räume beherbergen Funde aus dem Meer, Möbel, Dokumente und historische Kleidungsstücke aus verschiedenen Epochen der Geschichte wie der Piratenzeit oder der Sklaverei.

### Fort Fincastle
Die Festung Fincastle wurde von John Murray, 4. Earl of Dunmore um 1793 auf dem Hügel Bennet errichtet, von wo aus sie Nassau überragt. Benannt wurde sie nach dem zweiten Titel des Lords, Viscount Fincastle. Sie war mit zwei 24-Pfündern, zwei Carronades 32-Pfündern, zwei 12-Pfündern und einer Haubitze bewaffnet.

### Fort Charlotte
Fort Charlotte ist die größte und interessanteste der drei Festungen in Nassau. Sie wurde zwischen 1787 und 1789 durch Lord Dunmore errichtet und trägt den Namen zu Ehren der Frau von König George III., Sophie Charlotte von Mecklenburg-Strelitz. Diese Festung feuerte niemals einen Schuss im Kampf ab und besitzt einen wasserlosen Festungsgraben, eine Zugbrücke, Festungswälle und Kerker. Von der Festung aus hat man einen guten Blick auf den Hafen von Nassau.

### Fort Montagu
Diese Festung wurde Ende Juli 1742 fertiggestellt und war mit acht 18-Pfündern, drei 9-Pfündern und sechs 6-Pfündern bewaffnet. In der Festung befindet sich eine terrassenförmige Zisterne, die 30 Tonnen Wasser fasst und so gebaut ist, dass sie sämtlichen Regen aufnimmt, der innerhalb der Festung fällt und das überschüssige Wasser ableitet. Zudem ist Fort Montagu mit Offiziers- und Soldatenkasernen, einem Wachraum und einem bombensicheren Pulvermagazin mit Platz für 95 Fässer ausgestattet.

### Pompey Museum
Das Gebäude wurde vor 1796 erbaut und nach einem Sklaven benannt, der in Steventon auf der Insel Exuma lebte. Bis in das späte 19. Jahrhundert fungierte das heutige zweistöckige Museum als Marktplatz. Unter den verkauften Waren befanden sich zu dieser Zeit auch Sklaven. Die Dauerausstellung ist den Erlebnissen der afrikanischen Sklaven auf den Bahamas gewidmet. So befinden sich unter den Ausstellungsstücken Gegenstände von früheren Plantagen aber auch Objekte afrikanischer Herkunft.

### Queen’s Staircase

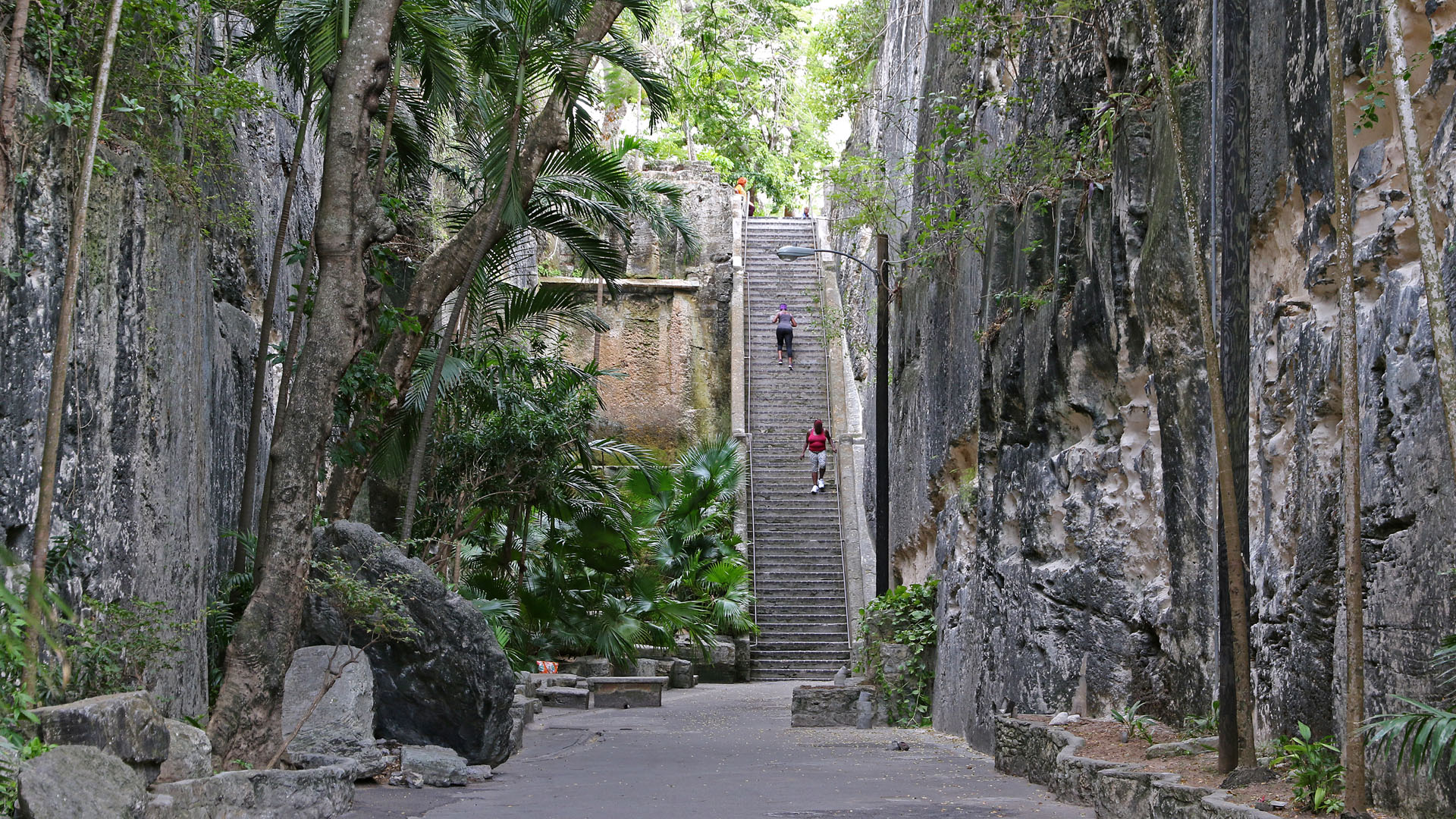
Queen’s Staircase

Die am meisten besuchte Sehenswürdigkeit in Nassau ist die 65-stufige renovierte Treppe der Königin. Sie entstand in den Jahren 1793 und 1794 durch Sklaven, die sie in soliden Kalkstein gehauen haben. Es wird erzählt, man habe die Sklaven gezwungen, die Steine mit Äxten und anderen scharfen Handwerkzeugen zu bearbeiten. Die Treppe ist 31 Meter hoch. Neben dem beeindruckenden Charakter hat die Treppe noch einen zweiten Sinn, sie ermöglicht eine kürzere Strecke von und zu dem Hügel Bennet. Neben der Treppe befindet sich der einzige Wasserfall auf den Bahamas. Dieser wurde künstlich angelegt. Auf Bildern ist er meistens ohne Wasser zu sehen.

### Der Strohmarkt
Nachdem in den 1940er Jahren die Schwammindustrie zusammengebrochen war, suchten viele Frauen nach einer neuen Einnahmequelle. Sie begannen, aus getrockneten Palmen- und Sisalblättern Körbe, Taschen und Puppen zu flechten. Bald machten viele auch Strohsouvenirs, die bei den Urlaubern gefragt waren. Nach dem Zweiten Weltkrieg machten immer mehr US-Amerikaner auf den Bahamas Urlaub und so stieg auch die Popularität von Strohsouvenirs. Der Strohverkauf ist eine der ältesten Industrien des Landes und besitzt noch heute organisierte Märkte in Nassau, Cable Beach, Paradise Island und anderen nahe gelegenen Inseln.

### Das Kloster
In den 1920er Jahren wurde ein im 14. Jahrhundert in Frankreich errichtetes Mönchskloster durch den Zeitungsbaron William Randolph Hearst Stein für Stein in die USA importiert. In den 1960ern wurde das Kloster dann von Huntington Hartford gekauft und auf der Spitze eines Hügels auf Paradise Island als French Cloisters errichtet, von wo aus es den Hafen von Nassau überragt.

### Nassau als Heimathafen
Durch die liberale Steuerpolitik sind die Bahamas als Billigflagge beliebt, so ist Nassau Heimathafen u. a. folgender Kreuzfahrtschiffe:
- Quantum of the Seas
- Adventure of the Seas
- Aegean Paradise
- Albatros
- Artania
- Allure of the Seas
- Astor
- Carnival Destiny
- Disney Dream
- Disney Fantasy
- Disney Magic
- Disney Wonder
- Enchantment of the Seas
- Europa
- Explorer of the Seas
- Icon of the Seas
- Hanseatic
- Majesty of the Seas
- Mariner of the Seas
- Navigator of the Seas
- Norwegian Bliss
- Norwegian Dawn
- Norwegian Epic
- Norwegian Gem
- Norwegian Jade
- Norwegian Jewel
- Norwegian Pearl
- Norwegian Sky
- Norwegian Spirit
- Norwegian Star
- Norwegian Sun
- Oasis of the Seas
- Pacific Dream
- Radiance of the Seas
- Seabourn Odyssey
- Seabourn Spirit
- Splendour of the Seas
- The World
- Vidanta Elegant
- Voyager of the Seas

## Klima
Die Temperaturen in Nassau sind das ganze Jahr über relativ gleichbleibend. Der meiste Niederschlag fällt in den Monaten Juni bis Oktober. Die Hauptreisezeit ist dementsprechend von Ende November bis Anfang Mai. Zu dieser Zeit besteht dann auch keine Gefahr von Wirbelstürmen. Diese können hauptsächlich zwischen Juli und Oktober auftreten. Die Wassertemperatur des Meeres um Nassau liegt auch im Winter bei angenehmen 24 °C.
|                       | Jan  | Feb  | Mär  | Apr  | Mai  | Jun  | Jul  | Aug  | Sep  | Okt  | Nov  | Dez  |   |      |
| Mittl. Tagesmax. (°C) | 25,2 | 25,3 | 26,5 | 27,7 | 29,2 | 30,7 | 31,7 | 31,8 | 31,3 | 29,7 | 27,7 | 25,9 | ⌀ | 28,6 |
| Mittl. Tagesmin. (°C) | 16,7 | 16,9 | 17,7 | 19,0 | 21,0 | 22,9 | 23,7 | 23,8 | 23,6 | 22,2 | 20,0 | 17,7 | ⌀ | 20,4 |
|                       |      |      |      |      |      |      |      |      |      |      |      |      |   |      |
| Niederschlag (mm)     | 47   | 40   | 40   | 54   | 116  | 233  | 158  | 216  | 171  | 176  | 57   | 52   | Σ | 1360 |
|                       |      |      |      |      |      |      |      |      |      |      |      |      |   |      |
| Sonnenstunden (h/d)   | 7,1  | 7,6  | 8,3  | 9,2  | 8,7  | 7,7  | 8,8  | 8,6  | 7,1  | 7,2  | 7,4  | 6,9  | ⌀ | 7,9  |
|                       |      |      |      |      |      |      |      |      |      |      |      |      |   |      |
| Wassertemperatur (°C) | 24   | 24   | 24   | 25   | 26   | 28   | 29   | 29   | 29   | 28   | 26   | 25   | ⌀ | 26,4 |
|                       |      |      |      |      |      |      |      |      |      |      |      |      |   |      |
| Luftfeuchtigkeit (%)  | 78   | 78   | 76   | 74   | 77   | 79   | 77   | 79   | 81   | 80   | 78   | 78   | ⌀ | 77,9 |

| 16,7 |

| 16,9 |

| 17,7 |

| 19,0 |

| 21,0 |

| 22,9 |

| 23,7 |

| 23,8 |

| 23,6 |

| 22,2 |

| 20,0 |

| 17,7 |

| 16,7 |

| 16,9 |

| 17,7 |

| 19,0 |

| 21,0 |

| 22,9 |

| 23,7 |

| 23,8 |

| 23,6 |

| 22,2 |

| 20,0 |

| 17,7 |

## Söhne und Töchter der Stadt
- Bert Williams (1874–1922), Schauspieler, Sänger, Entertainer und Songwriter
- Norman Mason (1895–1971), US-amerikanischer Jazzmusiker
- Durward Knowles (1917–2018), Regattasegler
- Cecil Cooke (1923–1983), Regattasegler
- Sloane Farrington (1923–1997), Segler
- Godfrey Kelly (1928–2022), Regattasegler und Politiker
- Lynden O. Pindling (1930–2000), der erste schwarze Premierminister während der Kolonialzeit der Bahamas
- Etta Cameron (1939–2010), dänische Jazz-, Gospel- und Blues-Sängerin
- Brent Malone (1941–2004), ein Vertreter des Fotorealismus
- Perry Christie (* 1943), Premierminister der Bahamas
- Philip Davis (* 1951), Politiker und Anwalt
- Elisha Obed (1952–2018), Boxer, Weltmeister im Leichtmittelgewicht
- Fred Mitchell (* 1953), Politiker
- Shonel Ferguson (* 1957), Leichtathletin
- Duane Sands (* 1962), Mediziner und Politiker, Gesundheitsminister
- Laverne Eve (* 1965), Speerwerferin
- Chandra Sturrup (* 1971), Leichtathletin
- Kimbo Slice (1974–2016), US-amerikanischer Straßen- und MMA-Kämpfer
- Kendrick John Forbes (* 1975), römisch-katholischer Bischof von Roseau auf Dominica
- Dominic Demeritte (* 1978), Sprinter
- Ben Reynolds (* 1978), Fusion- und Jazzmusiker
- Christine Amertil (* 1979), Sprinterin
- Leevan Sands (* 1981), Dreispringer
- Lanece Clarke (* 1987), Sprinterin
- Ramon Miller (* 1987), Sprinter
- Ryan Sweeting (* 1987), US-amerikanischer Tennisspieler
- Bianca Stuart (* 1988), Weitspringerin
- Jamal Wilson (* 1988), Hochspringer
- Rashad Sweeting (* 1990), Dartspieler
- Ivanique Kemp (* 1991), Hürdenläuferin
- Printassia Johnson (* 1993), Sprinterin
- Latario Collie-Minns (* 1994), Dreispringer
- Shaunae Miller-Uibo (* 1994), Sprinterin
- Devynne Charlton (* 1995), Hürdenläuferin
- Carmiesha Cox (* 1995), Sprinterin
- Ashley Riley (* 1995), Sprinter
- Pedrya Seymour (* 1995), Hürdenläuferin
- Ian Kerr (* 1996), Sprinter
- LaQuan Nairn (* 1996), Weitspringer
- Shakeem Hall-Smith (* 1997), Hürdenläufer
- Bradley Dormeus (* 1998), Sprinter
- Denisha Cartwright (* 1999), Leichtathletin
- Charisma Taylor (* 1999), Leichtathletin
- Doneisha Anderson (* 2000), Sprinterin
- Megan Moss (* 2002), Sprinterin
- Rhema Otabor (* 2002), Speerwerferin
- Antoine Andrews (* 2003), Hürdenläufer
- Anthaya Charlton (* 2003), Leichtathletin
- Javonya Valcourt (* 2004), Sprinterin